# Dan Ioan Popescu
Dan Ioan Popescu (n. 10 martie 1948, Ploiești) este un fost politician român, prim-vicepreședinte al Partidului Conservator, Ministru al Economiei în perioada 2000 - 2004. Este căsătorit și are un copil.

## Origini și educație
Copilăria și adolescența și le-a petrecut în orașul natal, studiind la Școala Generală numărul 8 și apoi la Școala Generală numărul 11. Din clasa a cincea a studiat la Liceul  „Mihai Viteazul”. Între anii 1966 și 1971 urmează cursurile Institutului Politehnic  București - Facultatea de Chimie Industrială. În anul 1981 obține titlul de Doctor în Științe Chimice cu teza de doctorat Cloruri de fosfonitril. 
În perioada de pregătire a tezei de doctorat, urmează și cursurile Universității Politice și de Conducere din București (1977-1980). Între 1985 și 1989 își continuă studiile la Academia „Ștefan Gheorghiu”.

## Activitate academică
În perioada 1977-1985 a fost cadru didactic asociat al Facultății de Chimie Industrială. Elaborează și publică peste 60 de lucrări de specialitate în reviste din țară și străinătate, dintre care se pot aminti cele care sunt considerate cele mai importante:
- 1984 - Aspecte teoretice în ceea ce privește procesul de lubrifiere și produsele chimice corespunzătoare.
- 1986 - Produse chimice pentru protecția împotriva moliilor a materialelor de lână 100%.
- 1986 - Contribuțiile Institutului de Cercetări Textile în cercetarea și producția de aditivi chimici.

### Brevete de invenție
Este inventatorul adezivului lavabil pentru industria textilă, a compoziției pentru spălarea lânii brute și a procedeului pentru tratarea fibrelor de viscoză, respectiv de poliamidă.

### Cărți publicate
- Éléments de chemie industrielle  inorganique, București, Ed. Ars Docendi, 2004 (autori: Prof.dr.ing. Eugen Pincovschi, Dr.ing. Dan Ioan Popescu).
- România - Mediul și rețeaua electrică de transport Arhivat în 1 mai 2010, la Wayback Machine. - Atlas Geografic, București, Ed. Academiei, 2002 (membru în Comitetul de Coordonare a cărții).
- România - Calitatea solului și rețeaua electrică de transport Arhivat în 18 iulie 2011, la Wayback Machine. - Atlas Geografic; București, Ed. Academiei, 2004 (membru în Comitetul de Coordonare a cărții).
- Strategia dezvoltării durabile în societatea bazată pe cunoaștere Arhivat în 19 ianuarie 2010, la Wayback Machine. (Autori: Dr.ing. Dan Ioan Popescu, Prof.dr. Aurelia Meghea, Prof.dr.ing. Eugen Pincovschi).

## Activitate profesională
După absolvirea facultății, rămâne pentru doi ani în județul Prahova, mai întâi ca inginer în cadrul Companiei de Producție – Valea Călugărească (1971 - 1972), apoi inginer în cadrul Institutului de Cercetări și Proiectări în Rafinărie și Petrochimie – Ploiești (1972 - 1973). 
În 1973 devine Cercetător științific  și Șef al Laboratorului „Sinteze produse chimice” în cadrul Institutului de Cercetări Textile – București.
Între 1990 și 1993 ocupă funcția de Director General al Institutului de Cercetări Textile – București și apoi aceea de Secretar de Stat în cadrul Ministerului Industriei  (1994 - 1995). 
În 1996, preia funcția de Ministru al Comerțului. 
În perioada în care partidul său (PDSR și, ulterior PSD) se află în opoziție, 1996-2000, este deputat și Președinte al Comisiei de Industrii și Servicii în Camera Deputaților. 
Ocupă între anii 2000 - 2004 pozițiile de Ministru al Industriei și Resurselor, Ministru de Stat și Ministru al Economiei și Comerțului.
În perioada 2005 - 2006 revine în funcția de Președinte al Comisiei de Industrii și Servicii din Camera Deputaților, încheindu-și mandatul de deputat al Alianței PSD+PC în 2008.

## Activitate politică
În perioada 1991 - 1993 Dan Ioan Popescu se află între fondatorii Partidului Republican și ocupă funcția de Prim-Vicepreședinte al acestui partid timp de doi ani – 1991-1993. Partidul Republican fuzionează în 1993 cu Partidul Democrației Sociale din România, al cărui lider era președintele în exercițiu, Ion Iliescu. 
Între 1995 și 2004, devine Vicepreședinte al PDSR (ulterior, PSD) și Președinte al Organizației PSD – București, poziție din care a fost înlocuit în februarie 2006.
În 2004 Partidul Social Democrat  se aliază cu Partidul Umanist din România (astăzi Partidul Conservator). Dan Ioan Popescu decide să devină membru al PC, iar în 2006 este ales Prim-Vicepreședinte al acestui partid.

### Inițiative legislative
În legislatura 2004-2008, în anul 2006, inițiază propunerea legislativă privind măsuri pentru asigurarea siguranței în aprovizionarea cu gaze naturale. Ulterior, în anul 2007, propunerea legislativa a fost promulgată în legea 346/2007[nefuncțională]
. Un an mai târziu, a propus susținerea învățământului preșcolar, propunere ce s-a concretizat în legea 223/2008 Arhivat în 3 decembrie 2022, la Wayback Machine..

## Membru în organizații
- 1991 - 1998: Vicepreședinte RENAR (Asociația de acreditare din România - acreditează laboratoare de încercări și analize laboratoare metrologice, organisme de inspecție, organisme de certificare produse, organisme de certificare personal și organisme de certificare a sistemelor de management de mediu și al calității conform standardelor europene și internaționale în vigoare).
- 1995 - 2000: Vicepreședinte al Consiliului de Administrație al Camerei de Comerț și Industrie a României.
- 1997 - 2001: Președinte al Uniunii Generale a Industriașilor din România – UGIR - 1903.
- 2005 - prezent: Președintele fundației „Clubul Industriașilor din România”.

## Distincții și decorații
- Cetățean de onoare al orașului Oradea
- Cetățean de onoare al orașului Houston - S.U.A [8]
- Medalia „Meritul Științific”
- Medalia pentru economie Baden-Württemberg (2004)
- Ordinul Steaua României în grad de Cavaler (2003)
- Marele Ordin de aur al Republicii Austria (2004)

## Controverse
În perioada 2000 - 2004, compania Luxten a obținut contracte de milioane de euro de la companiile de stat Electrica, Hidroelectrica și Distrigaz, companii aflate în subordinea Ministerului Economiei.
Aceasta în condițiile în care Ministerul Economiei era condus de Dan Ioan Popescu, iar directorul Luxten fusese partener de afaceri cu acesta în compania Ital Agency SRL.
În anul 2006, procurorul general Ilie Botoș a cerut Comisiei de control al averilor din cadrul ÎCCJ cercetarea declarațiilor de avere ale lui Dan Ioan Popescu și ale soției sale, la sesizarea Centrului de Resurse Juridice.
Comisia a stabilit atunci că soții Elena și Dan Ioan Popescu nu justifică legalitatea unor bunuri dobândite, în valoare de 4,6 de milioane de lei.
Ca urmare a acestei concluzii, comisia a decis instituirea sechestrului asigurator pe unele dintre cele 23 de bunuri imobile obținute de soții Elena și Dan Ioan Popescu în perioada decembrie 2000 - decembrie 2004.
În octombrie 2007, sechestrul a fost ridicat iar dosarul a fost închis.